# Lecanora byssulina
Lecanora byssulina är en lavart som beskrevs av Zahlbr. Lecanora byssulina ingår i släktet Lecanora och familjen Lecanoraceae.   Inga underarter finns listade i Catalogue of Life.